# Benjamín Benítez
Pour les articles homonymes, voir Benitez.
 (avril 2025).
Motif : Page supprimée sur le wikipédia anglais pour cause de non-notoriété, et en accord : apparitions de quelques épisodes dans les séries mais pas de rôles réellement majeurs & donc pas de sources.
- Archive Wikiwix
- Bing
- Cairn
- DuckDuckGo
- E. Universalis
- Gallica
- Google
- G. Books
- G. News
- G. Scholar
- Persée
- Qwant
- (zh) Baidu
- (ru) Yandex
- (wd) trouver des œuvres sur Wikidata

| 1. | Préciser le motif de la pose du bandeau. | Précisez le motif de la pose du bandeau en utilisant la syntaxe suivante : {{admissibilité à vérifier\|date=mai 2025\|motif=remplacez ce texte par le motif}}                         |
| 2. | Informer les utilisateurs concernés.     | Pensez à avertir le créateur de l'article, par exemple, en insérant le code ci-dessous sur sa page de discussion : {{subst:avertissement admissibilité à vérifier\|Benjamín Benítez}} |

Benjamín Benítez né le 14 novembre 1974 dans le Bronx à New York, est un acteur américain ayant joué dans des séries télévisées telles que Tru Calling et Wanted.

## Filmographie
- 2003 - 2004 : Tru Calling : Gardez
- 2005 : Wanted : Agent Spécial Tommy Rodriguez
- 2006 : Cold Case : Hector
- 2007 : The Shield : Earl
- 2007 : Moonlight : Guillermo
- 2009 : Eleventh Hour : Robert Garcia
- 2009 : Les Experts : Manhattan : Kimball Saks
- 2010 : Le Retour de K 2000 (Knight Rider) : épisode 15 : Baïa